# NBA 2K2
NBA 2K2 è il terzo capitolo della serie di videogiochi di pallacanestro 2K, è ancora sviluppato da Visual Concepts e pubblicato da SEGA. È stato messo in commercio il 24 ottobre 2001 sul Dreamcast e in seguito portato su PlayStation 2, Nintendo GameCube e Xbox nel 2002.  È la prima volta che NBA 2K viene messo in commercio su più piattaforme, e anche l'ultima sul Dreamcast. L'atleta sulla copertina è Allen Iverson.